# فوقس حلزوني
فوقس حلزوني (الاسم العلمي: Fucus spiralis) هو نوع من الطلائعيات يتبع جنس الفوقس من الفصيلة الفوقسية.	    